# Campionati del mondo di ciclismo su strada 2013 - Cronometro a squadre maschile
La cronometro a squadre maschile dei Campionati del mondo di ciclismo su strada 2013 fu corsa il 22 settembre 2013 in Italia, da Montecatini Terme a Firenze, su un percorso totale di 56,8 km. La squadra belga Omega Pharma-Quickstep vinse la gara con il tempo di 1h04'16" alla media di 53,029 km/h. Fu la seconda edizione di una gara dei campionati del mondo di ciclismo su strada riservata alle squadre di club e non alle nazionali.

## Squadre partecipanti
| N.      | Cod. | Squadra                 |
| ------- | ---- | ----------------------- |
| 1-6     | OPQ  | Omega Pharma-Quickstep  |
| 11-16   | BMC  | BMC Racing Team         |
| 21-26   | OGE  | Orica-GreenEDGE         |
| 31-36   | SKY  | Sky Procycling          |
| 41-46   | MOV  | Movistar Team           |
| 51-56   | KAT  | Katusha Team            |
| 61-66   | RLT  | RadioShack-Leopard      |
| 71-76   | AST  | Astana Pro Team         |
| 81-86   | TST  | Team Saxo-Tinkoff       |
| 91-96   | BEL  | Belkin Pro Cycling Team |
| 101-106 | ALM  | AG2R La Mondiale        |
| 111-116 | CAN  | Cannondale Pro Cycling  |
| 121-126 | GRS  | Garmin-Sharp            |
| 131-136 | LAM  | Lampre-Merida           |
| 141-146 | EUS  | Euskaltel-Euskadi       |
| 151-156 | ARG  | Team Argos-Shimano      |
| 161-166 | FDJ  | FDJ.fr                  |
| 171-176 | LTB  | Lotto-Belisol Team      |

| N.      | Cod. | Squadra                        |
| ------- | ---- | ------------------------------ |
| 181-186 | VCD  | Vacansoleil-DCM                |
| 191-196 | CCC  | CCC-Polsat Polkowice           |
| 201-206 | VIN  | Vini Fantini-Selle Italia      |
| 211-216 | TSV  | Topsport Vlaanderen-Baloise    |
| 221-226 | MTN  | MTN-Qhubeka                    |
| 231-236 | GMS  | Team Gourmetfein-Simplon       |
| 241-246 | ADR  | Adria Mobil                    |
| 251-256 | KLS  | Kolss Cycling Team             |
| 261-266 | RB3  | Rabobank Development Team      |
| 271-276 | OPT  | Optum p/b Kelly Benefit Strat. |
| 281-286 | ETI  | Etixx-Ihned                    |
| 291-296 | RIJ  | Cyclingteam De Rijke-Shanks    |
| 301-306 | GLU  | Team Cult Energy               |
| 311-316 | CJP  | Cyclingteam Jo Piels           |
| 321-326 | BDC  | BDC-Marcpol Team               |
| 331-336 | UNA  | Utensilnord-Ora24.eu           |
| 341-346 | VCS  | Vélo Club Sovac                |

## Classifica (Top 10)
| Pos. | Squadra                | Tempo     |
| ---- | ---------------------- | --------- |
| 1    | Omega Pharma-Quickstep | 1h04'16"  |
| 2    | Orica-GreenEDGE        | a 00"81   |
| 3    | Sky Procycling         | a 22"55   |
| 4    | BMC Racing Team        | a 1'02"71 |
| 5    | RadioShack-Leopard     | a 1'17"53 |
| 6    | Astana Pro Team        | a 1'21"14 |
| 7    | Cannondale Pro Cycling | a 1'28"74 |
| 8    | Garmin-Sharp           | a 2'01"94 |
| 9    | Team Saxo-Tinkoff      | a 2'14"17 |
| 10   | Movistar Team          | a 2'31"03 |